# Ommatius garambensis
Ommatius garambensis är en tvåvingeart som beskrevs av H. Oldroyd 1970. Ommatius garambensis ingår i släktet Ommatius och familjen rovflugor.
Artens utbredningsområde är Kongo. Inga underarter finns listade i Catalogue of Life.